# This Love (песня Pantera)
«This Love» — второй сингл из шестого студийного альбома Vulgar Display of Power группы Pantera, вышедшего в 1992 году. Песня входит в концертный альбом группы Official Live: 101 Proof и сборник лучших песен The Best of Pantera: Far Beyond the Great Southern Cowboys’ Vulgar Hits!.

## О песне
Песня начинается с гитарного риффа и вскоре становится тяжелее. Барабанщик Винни Пол сказал, что эта песня была об отношениях, в которых ранее состоял вокалист Фил Ансельмо.

## Список композиций
| №  | Название                 | Длительность |
| -- | ------------------------ | ------------ |
| 1. | «This Love (AOR edit)»   | 4:44         |
| 2. | «This Love (video edit)» | 4:54         |
| 3. | «This Love» (LP version) | 6:36         |

## Участники записи
- Фил Ансельмо — вокал
- Даймбэг Даррелл — гитара
- Рекс Браун — бас
- Винни Пол — барабаны

## Отзывы критики
Песня занимает 10-е место в списке 50 лучших песен Pantera по версии Metal Hammer.
Журнал Loudwire поместил «This Love» на седьмое место в своем списке 10 лучших песен Pantera.
Guitar World поместили песню на пятое место в своем рейтинге 25 лучших песен Pantera.

## В массовой культуре
- Клип на эту песню появился в мультсериале Бивис и Баттхед и доступен в The Mike Judge Collection, Volume 1.
- Песня доступна в качестве загружаемого контента для игр Rock Revolution и Rocksmith 2014.